# Aviron Bayonnais Football Club
Aviron Bayonnais Football Club (pronunciació francesa: avî-гон bajɔne); sovint referit simplement com Baiona o Bayonne) és una equip de futbol amb seu a Baiona. El club és part del club d'esports que fou format en el 1904 i que va ser conegut també pel seu rugby union club.